# 作手村
作手村（つくでむら）は、かつて愛知県南設楽郡に属していた村。
2005年（平成17年）10月1日、（旧）新城市、南設楽郡鳳来町と合併し、改めて新城市が発足した。現在旧村域は全て「新城市作手ｘｘ」と呼称して旧村名を残しており、旧村域全体で新城市の作手地域自治区を構成している。

## 地理
作手村の市街地は平均標高550メートルの作手高原に形成されていた。作手村域の9割が森林だった。北部は愛知高原国定公園を形成し、南部には本宮山があった。
山
- 本宮山 (789m)
- 竜頭山 (752m)
- 巴山 (720m)
- 御岳山 (664m)
- 雁峰山 (629m)
- 彦坊山（538m

## 村名の由来
作手の名の由来は諸説ある。荘園時代に「作手権」と称する私有権が認められた水田があった名残りとする説、古代に当村にあった湖が干上がって広大な湿原と化し、その湿原を意味する「くて」がなまったとする説などがある。

## 歴史
- 律令制の三河国の設楽郡の多原郷、黒瀬郷にあたる。
- 戦国時代は、奥平氏の本拠地だった。
- 江戸時代初期、村域で作手藩が立藩したものの、その後、村域は挙母藩、磐城平藩、旗本・寺社の領地であった。
- 1906年（明治39年）5月1日 - 巴村、田原村、菅沼村、高松村、田代村、杉平村、保永村、荒原村、大和田村の9村が合併して、作手村が誕生する。
- 1947年（昭和22年） - 第1回村長選実施
- 1948年（昭和23年）2月1日 - 東加茂郡下山村の一部（北中河内）が、作手村に編入。
- 1972年（昭和47年） - 甘泉寺のコウヤマキが国の天然記念物指定を受ける
- 1973年（昭和48年） - 長ノ山湿原が愛知県の天然記念物指定を受ける
- 1975年（昭和50年） - 作手村郷土資料館開館。本宮山スカイライン開通
- 1976年（昭和51年） - 第1回郷土芸能祭開催
- 1977年（昭和52年） - 第1回老人体育祭開催
- 1980年（昭和55年） - 大府市野外教育センターが完成
- 1985年（昭和60年） - 村営バス運行開始
- 1987年（昭和62年） - 作手村歴史民俗資料館開館
- 1998年（平成10年） - 創造の森城山公園開園
- 2005年（平成17年）10月1日 - （旧）新城市、南設楽郡鳳来町と合併し、改めて新城市が発足する。

## 行政
- 最後の村長: 齋藤善英　なお、齋藤は合併後の新城市において市長が選出されるまで市長職務執行者を務めた。

### 行政機構
- 町長
  - 収入役
    - 収入役室

  - 助役
    - 総務課、企画課、財政課、住民福祉課、建設課、生活環境課、産業振興課、保健衛生課、国保診療所事務局

  - 教育長
    - 事務局

  - 町議会
    - 議会事務局

## 姉妹都市・提携都市
- 武豊町
  - 1984年 友好町村提携

## 教育

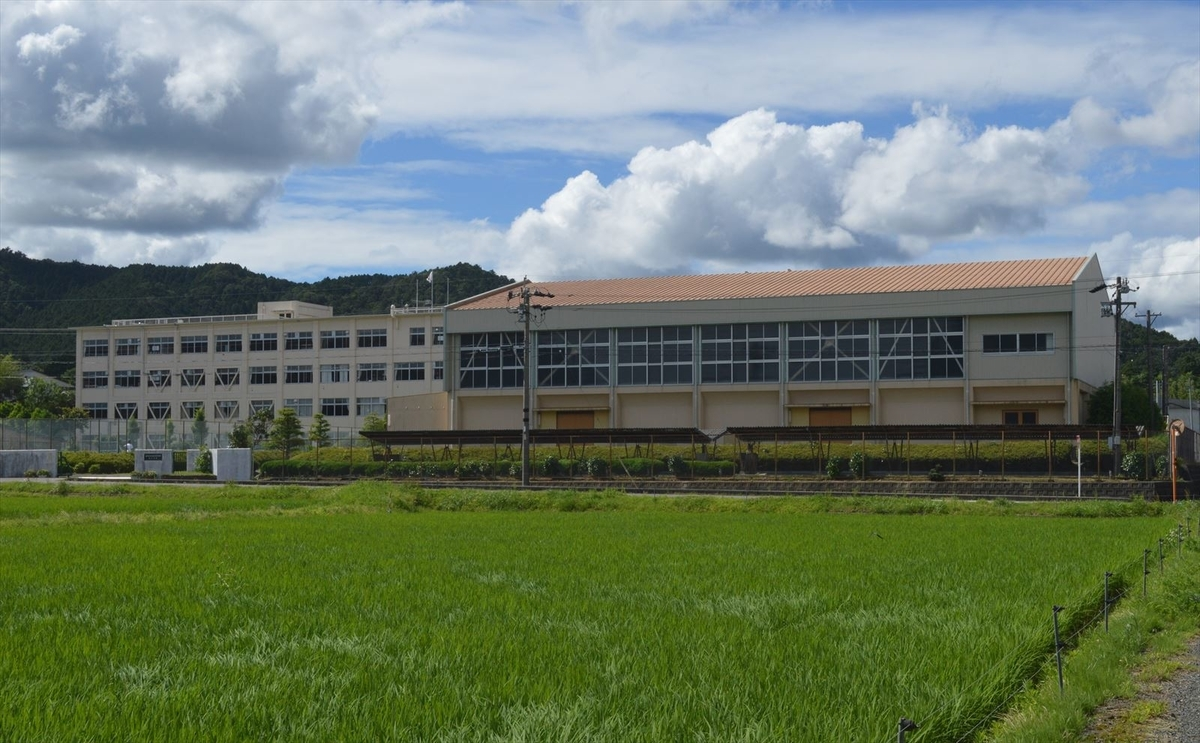
愛知県立作手高等学校

### 高等学校
- 愛知県立作手高等学校[1]

### 中学校
- 作手村立作手中学校

### 小学校
- 作手村立開成小学校
- 作手村立巴小学校
- 作手村立菅守小学校
- 作手村立協和小学校

## 交通

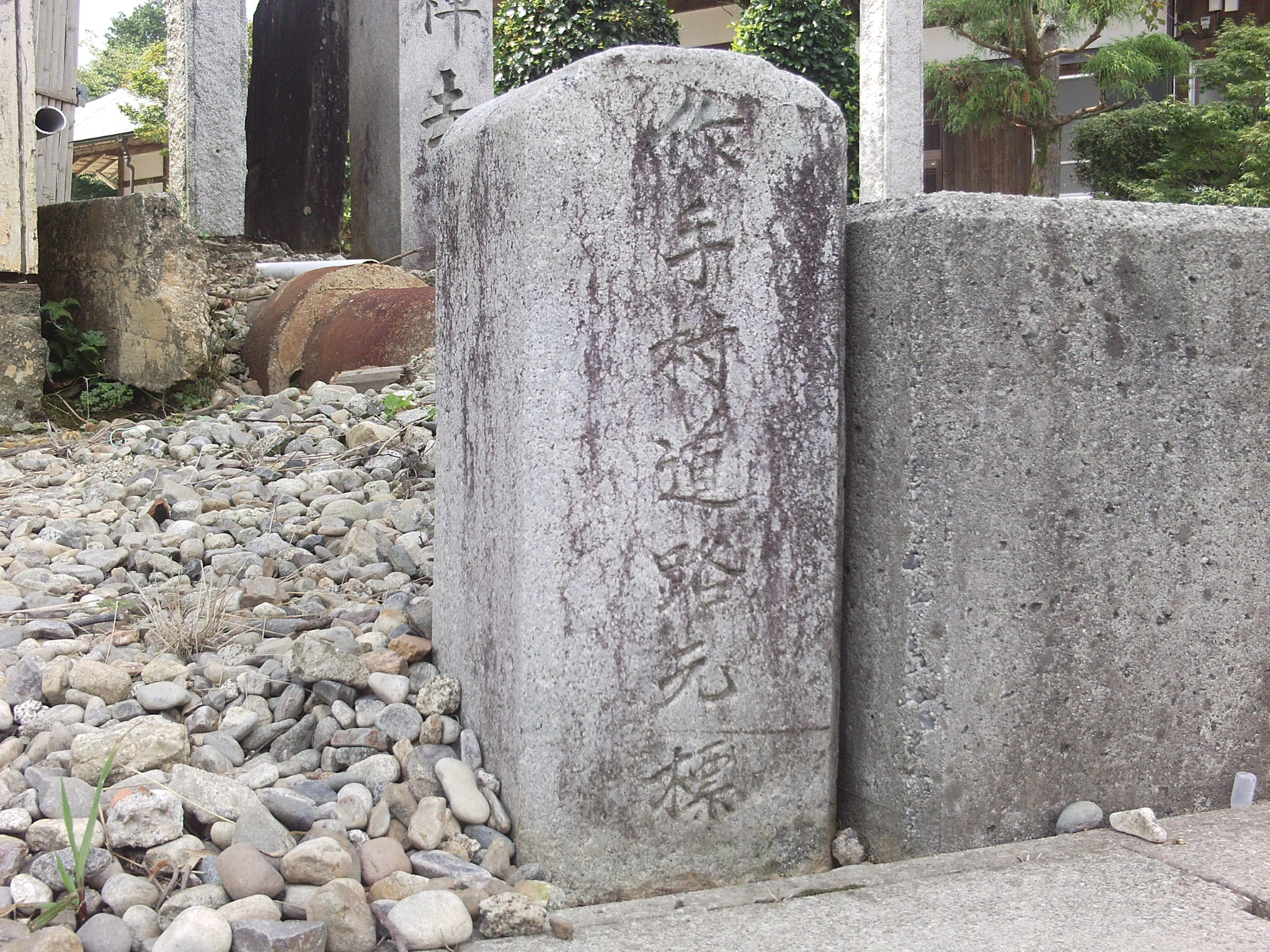
作手村道路元標

### 道路
- 一般国道
  - 国道301号
  - 国道420号
- 主要地方道
  - 愛知県道35号岡崎設楽線
  - 愛知県道37号岡崎清岳線
- 一般県道
  - 愛知県道337号菅沼平瀬線
  - 愛知県道363号善夫東大沼線
  - 愛知県道435号保永海老線
  - 愛知県道436号清岳玖老勢線
  - 愛知県道437号清岳新城線
- 一般有料道路
  - 本宮山スカイライン(愛知県道路公社が管理する一般有料道路であったが、新城市に合併後の2006年2月1日に県道移管。本宮山山頂駐車場付近を境に、愛知県道526号本宮山作手保永線、愛知県道527号本宮山作手白鳥線に分割。)
- 主要な村道
  - 田原愛郷線、高里千万町線、鴨ヶ谷弓木線、見代和田線、小田勘蔵線、守義愛郷線、守義豊邦線、菅沼笠井嶋線、寺ノ入線、新木和田菅沼線、善夫愛郷線、中河内田原線、田原木和田線、清岳野郷線、相寺宮崎線、野郷赤羽根線、田代古戸線、菅沼守義線、山中線、田原羽布線、長者平千万町線、清岳千万町線、北中河内線、川合宮崎線、田代荒原線、吉ノ口線、上小林赤羽根線

### 路線バス
- 豊鉄バス　新城車庫前－戸津呂－高里
- 作手村営バス
  - くらがり渓谷（額田町）－高里－上菅沼－守義－鳴沢橋
  - 戸津呂－大和田

## 娯楽
- 常盤映画劇場 - 映画館[2]。

## 名所・旧跡・観光スポット
- 亀山城址

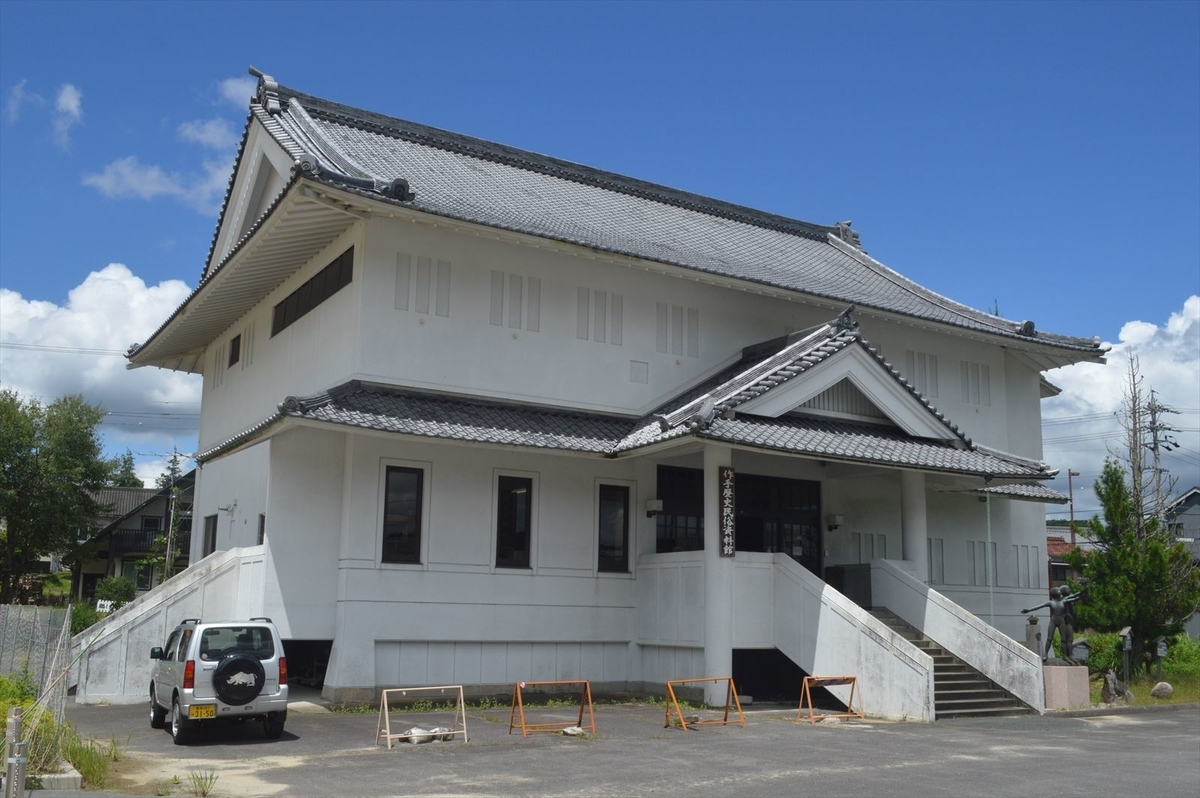
作手村歴史民俗資料館
- 鬼久保ふれあい広場
- 長ノ山湿原
- 本宮山スカイライン
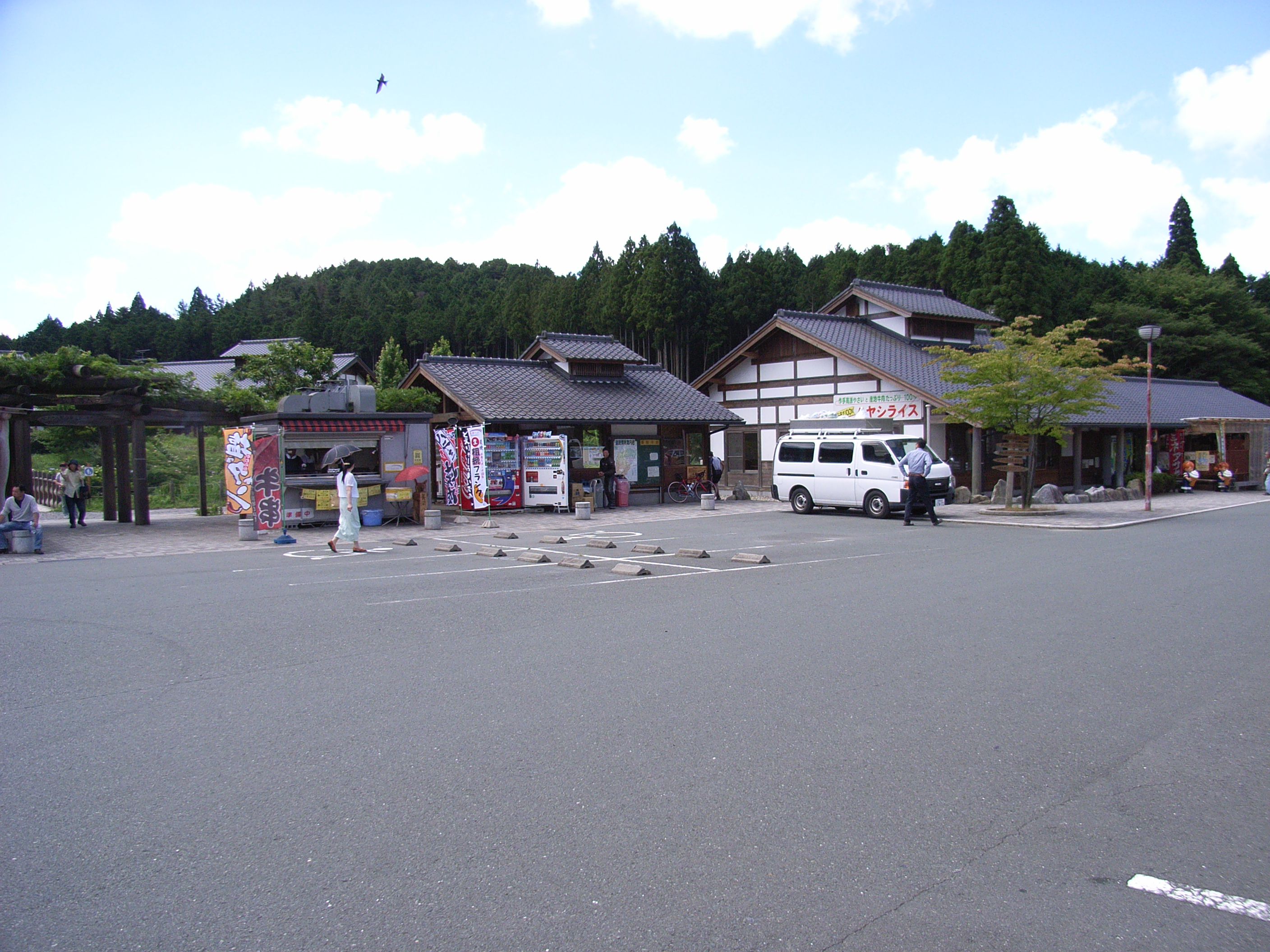
道の駅 つくで手作り村

- 作手村歴史民俗資料館
- 道の駅 つくで手作り村